# Selos e história postal de Bangladesh
O Bangladesh obteve a sua independência em 1971, tendo estado até essa data incorporado no Paquistão. Por isso, os selos usados no antigo Paquistão Oriental eram comuns ao seu congénere Ocidental.

## Primeiros selos
Enquanto se preparavam os primeiros selos do novo país, as autoridades locais foram autorizadas a sobrecarregar algumas emissões paquistanesas com a nova designação de "Bangladesh". Esta prática conduziu a um enorme número de variedades, não catalogadas na maior parte dos catálogos internacionais. Estas emissões deixaram de ser válidas em 1973.
Os primeiros selos oficiais do país foram emitidos em rupias paquistanesas (1 rupia = 100 paisa), mas em 1972 foi introduzida a nova moeda, o taka, que no entanto manteve a moeda fraccionária, o paisa (1 taka = 100 paisa). Desde então todos os selos têm inscritos os respectivos valores em taka ou em paisa.
A primeira série emitida era constituída por oito selos ilustrados com símbolos patrióticos. No final da guerra indo-paquistanesa a soberania do país tornou-se efectiva e a mesma série foi de novo emitida com a sobrecarga, em inglês e bengali, "Bangladesh libertado".

## Política de emissões
Desde a primeira emissão de 1971, as autoridades postais do Bangladesh mantiveram uma conservadora política de emissões, com apenas cerca de 900 selos e folhas-miniatura produzidos até 2008, a que se juntam cerca de 50 emissões com a sobrecarga "Service" para uso do serviço oficial governamental.
A maior parte dos temas que figuram nos selos do Bangladesh estão relacionados com assuntos de interesse nacional, tais como o patriotismo, o Islão,  e campanhas e eventos nacionais. Embora não tanto como acontece em grande parte dos países asiáticos, também estão presentes, ocasionalmente, as emissões temáticas gerais (por exemplo, flores, aves, escotismo, etc.) e a comemoração de eventos internacionais (por exemplo Jogos Olímpicos e outros acontecimentos desportivos, centenário da UPU, etc.)